# Павіліон 1
Павіліон 1 (англ. Pavilion 1) — індіанська резервація в Канаді, у провінції Британська Колумбія, у межах регіонального округу Сквоміш-Лілует.

## Населення
За даними перепису 2016 року, індіанська резервація нараховувала 52 особи, показавши зростання на 2,0%, порівняно з 2011-м роком. Середня густина населення становила 5,5 осіб/км².
З офіційних мов обидвома одночасно не володів жоден з жителів, тільки англійською — 55. Усього 10 осіб вважали рідною мовою не одну з офіційних, з них 5 — одну з корінних мов.
Працездатне населення становило 75% усього населення, рівень безробіття — 33,3%.

## Клімат
Середня річна температура становить 6,8°C, середня максимальна – 21,8°C, а середня мінімальна – -11,5°C. Середня річна кількість опадів – 350 мм.
| Клімат поселення                              | Клімат поселення | Клімат поселення | Клімат поселення | Клімат поселення | Клімат поселення | Клімат поселення | Клімат поселення | Клімат поселення | Клімат поселення | Клімат поселення | Клімат поселення | Клімат поселення | Клімат поселення |
| Показник                                      | Січ.             | Лют.             | Бер.             | Квіт.            | Трав.            | Черв.            | Лип.             | Серп.            | Вер.             | Жовт.            | Лист.            | Груд.            |                  |
| Середній максимум, °C                         | 0,94             | 4,68             | 8,92             | 12,86            | 17,49            | 21,36            | 21,82            | 21,47            | 16,90            | 10,79            | 3,88             | −1,22            |                  |
| Середня температура, °C                       | −5,27            | −1,5             | 2,74             | 6,67             | 11,31            | 15,14            | 18,38            | 18,04            | 13,47            | 7,36             | 0,44             | −4,66            |                  |
| Середній мінімум, °C                          | −11,46           | −7,7             | −3,46            | 0,48             | 5,13             | 8,96             | 14,95            | 14,60            | 10,02            | 3,91             | −3               | −8,11            |                  |
| Норма опадів, мм                              | 28               | 17               | 15               | 19               | 31               | 40               | 42               | 32               | 26               | 28               | 35               | 37               |                  |
| Середньомісячна швидкість вітру, м/с          | 2.13             | 2.24             | 2.55             | 2.79             | 2.58             | 2.42             | 2.26             | 2.06             | 1.97             | 2.22             | 2.29             | 2.21             |                  |
| Середньомісячна сонячна радіація, кДж/м²·день | 3147             | 6155             | 10835            | 15855            | 19340            | 21018            | 21759            | 18462            | 12978            | 7194             | 3519             | 2433             |                  |
| --------------------------------------------- | ---------------- | ---------------- | ---------------- | ---------------- | ---------------- | ---------------- | ---------------- | ---------------- | ---------------- | ---------------- | ---------------- | ---------------- | ---------------- |
| Джерело:                                      |                  |                  |                  |                  |                  |                  |                  |                  |                  |                  |                  |                  |                  |